# Camponotus montivagus
Camponotus montivagus é uma espécie de inseto do gênero Camponotus, pertencente à família Formicidae.